# Хромов, Иван Андреевич
Иван Андреевич Хромов (19 августа 1897, Круглое, Козловский уезд, Тамбовская губерния, Российская империя — 24 октября 1976, Кочетовка, Тамбовская область) — советский военнослужащий, участник Великой Отечественной войны, Герой Советского Союза, парторг стрелковой роты 983-го стрелкового полка, 253-й стрелковой дивизии, старший сержант.

## Биография
Родился 19 августа 1897 года в селе Круглое Тамбовской губернии (ныне — Мичуринского района Тамбовской области). Окончил три класса церковно-приходской школы в своём селе.
В 1915 году ушёл на заработки на железную дорогу в соседнее село Кочетовка, работал кочегаром. В 1916 году был мобилизован в царскую армию. На фронт Первой мировой войны попасть не успел, в 1917 году после революции вернулся в родные края. Вновь стал работать на железной дороге в Кочетовке.
В 1918 году добровольцем вступил в Красную Армию. Воевал на Южном фронте, в боях под Воронежем был ранен. После Гражданской войны вновь пошёл работать на железную дорогу в Кочетовке. В 1930 году вступил в ВКП(б). В том же году в числе «двадцатипятитысячников» был направлен в родное село Круглое организовывал здесь первый колхоз «Бедняк». В 1931 году был направлен в Москву на курсы работников железной дороги. В дальнейшем был на профсоюзной работе в Кочетовке, затем работал проводником специального вагона в системе Госбанка СССР.
В июле 1941 года добровольцем ушёл на фронт. В боях Великой Отечественной войны с июля 1942 года. К осени 1943 года старший сержант И. А. Хромов был парторгом роты 983-го стрелкового полка 253-й стрелковой дивизии.
```
Особо отличился при форсировании 
Днепра
. 24 сентября 1943 года с первой группой бойцов на самодельном плоту переправился на правый берег реки в районе села 
Ходоров
. В бою личным примером воодушевлял бойцов на захват и удержание одного из первых плацдармов на правом берегу Днепра в Букринской излучине — лично уничтожил пулемёт, мешавший продвижению роты. Его группа уничтожила более 20 вражеских солдат, захватила траншею. Будучи дважды ранен и контужен, продолжал вести огонь из пулемёта. Группа сумела удержать плацдарм до подхода основных сил.
```

Указом Президиума Верховного Совета СССР от 29 октября 1943 года за успешное форсирование реки Днепр, прочное закрепление на западном берегу реки Днепр и проявленные при этом отвагу и геройство старшему сержанту Хромову Ивану Андреевичу присвоено звание Героя Советского Союза с вручением ордена Ленина и медали «Золотая Звезда».
Ранения были тяжёлыми, поэтому он провёл в госпиталях больше полугода, а после выздоровления был направлен в запасной полк. Затем получил отсрочку на год по состоянию здоровья и на фронт больше не вернулся. В 1945 году был демобилизован.
Вернувшись на родину, продолжал работать на железнодорожной станции Кочетовка Мичуринского района. Скончался 24 октября 1976 года.
В 2010 году средней школе в селе Круглое было присвоено почётное имя Героя Советского Союза И. А. Хромова.